# William Turner (Sänger)
William Turner (1651 in Oxford – 13. Januar 1740 in London) war ein englischer Sänger (Tenor) und Komponist.

## Leben
Turner sang zunächst im Chor der Christ Church Oxford, bevor er in London Sänger der Chapel Royal wurde. Dort erlangte er auch, zusammen mit John Blow und Pelham Humfrey, Bekanntheit, als er, noch als Chorknabe, 1664 das Club-Anthem zum Text I will always give thanks komponierte.
Danach war er an der Kathedrale von Lincoln, an der St Paul’s Cathedral London und an der Westminster Abbey London tätig.
1696 wurde er als Musikdirektor nach Cambridge berufen.
Als Komponist schuf er hauptsächlich kirchlich-religiöse Werke, unter anderem Anthems (auch eines zur Krönung von Königin Anne) und gottesdienstliche Lieder. Es existieren aber auch eine Masque (Presumtous Love), weltliche Lieder, Catches und Gesangsstücke für die Bühne.
Seine jüngste Tochter Ann Turner Robinson (gest. 1741) war ebenfalls eine Sängerin und mit dem Organisten und Komponisten John Robinson (1682–1762) verheiratet.